# Mancomunidad Ribera del Esla
La Mancomunidad Ribera del Esla es una agrupación voluntaria de municipios para la gestión en común de determinados servicios de competencia municipal, creada por varios municipios en la provincia de León, de la comunidad autónoma de Castilla y León, España.

## Municipios integrados
La Mancomunidad Ribera del Esla está formada por los siguientes municipios:
- Cubillas de Rueda
- Gradefes
- Mansilla Mayor
- Valdepolo
- Villamoratiel de las Matas
- Santa Cristina de Valmadrigal[3][4]

## Sede
La Sede de la Mancomunidad de Municipios Ribera del Esla se establece en la Carretera de Palanquinos, kilómetro 1.100, de la LE-512, municipio de Mansilla de las Mulas, donde tiene sus instalaciones.

## Fines
- La recogida y tratamiento de residuos sólidos.
- Mantenimiento del servicio de alumbrados públicos.
- Servicio de extinción de incendios.
- Limpieza de redes de alcantarillado y estaciones depuradoras de aguas residuales.
- Asesoramiento técnico en materia urbanística.
- Promoción turística y puesta en valor del patrimonio cultural y natural.[5]

## Estructura orgánica
El gobierno, administración y representación de la Mancomunidad corresponden a los siguientes órganos:
- La Asamblea de Concejales.
- El Consejo Directivo.
- El Presidente y dos Vicepresidentes